# Benburb Castle

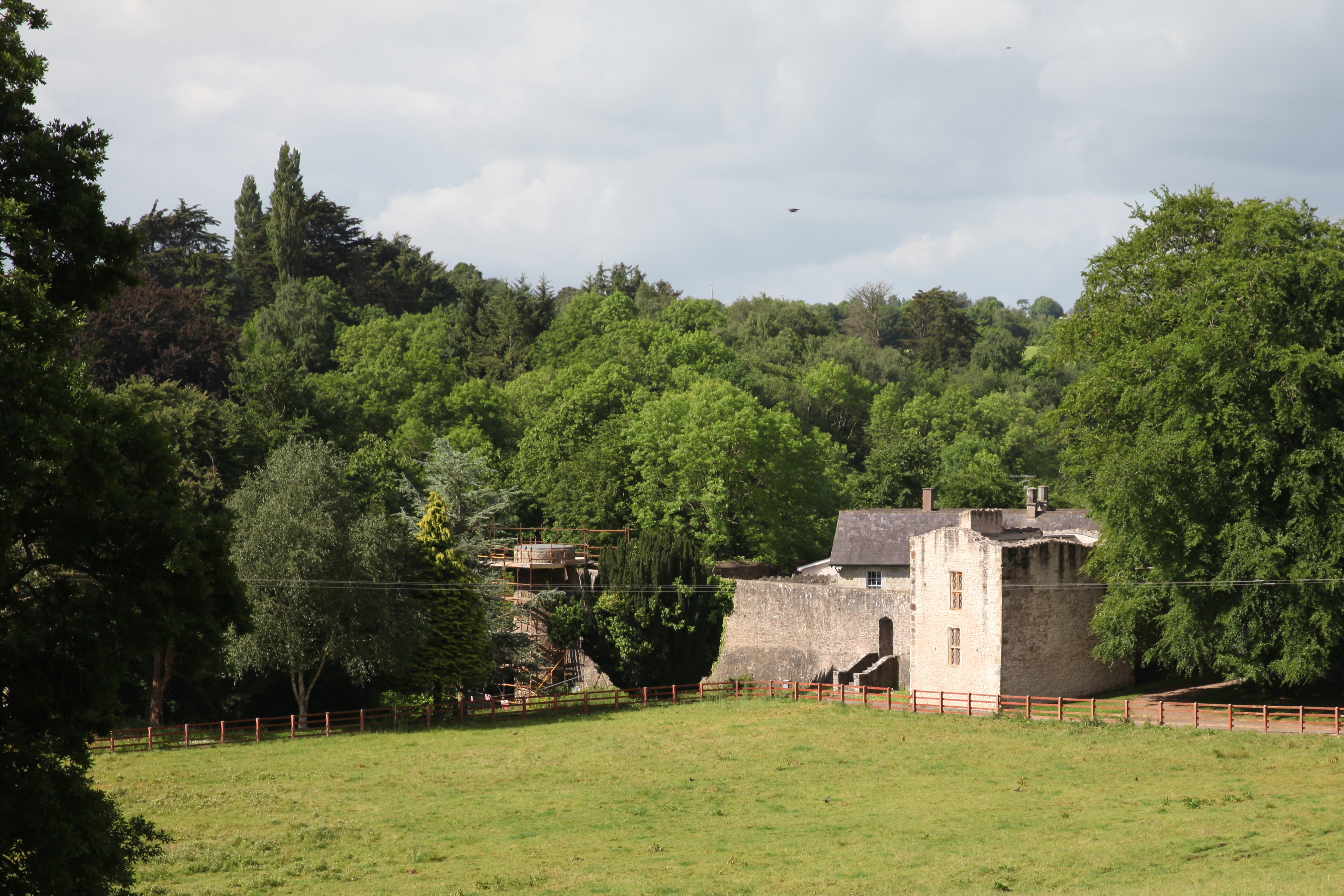
Benburb Castle

Benburb Castle (auch Wingfield’s Castle, irisch Caisleán na Binne Boirbe) ist eine Burg im Dorf Benburb im nordirischen County Tyrone. Es handelt sich um ein Bawn (Donjon mit Kurtine), das Sir Richard Wingfield 1611 errichten ließ. Sie ist ein ungleichseitiges Viereck mit Eingang auf der Nordseite. In der Nordost- und Nordwestecke befinden sich große, rechteckige Flankierungstürme und ein kleinerer, runder Turm in der Südostecke. Die Burg wurde auf einem Kalksteinfelsen über dem Munster Blackwater an der Grenze zwischen den Grafschaften Tyrone und Armagh errichtet. Ein Haus aus dem 19. Jahrhundert findet sich in der Südwestecke des Bawn. Die Burg, die auf dem Gelände einer Servitenpriorei steht, wurde kürzlich restauriert und befindet sich daher in hervorragendem Zustand.
Benburb Castle ist ein State Care Historic Monument im Townland von Benburgh im District Mid Ulster.